# Pathologie ORL professionnelle
Dans cet article seront traités les otites barotraumatiques (plongeurs et aviateurs), l'ostéonécrose du maxillaire provoquée par le phosphore et le radium ainsi que le cancer de l'ethmoïde lié aux poussières de bois, au chrome et au formol.

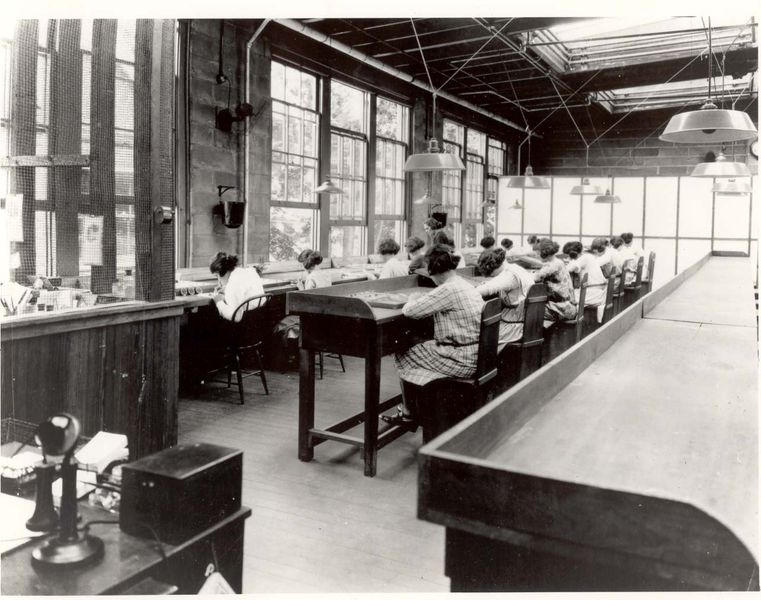
Radium Girls travaillant dans une usine de cadrans lumineux au radium

## Ostéonécrose du maxillaire

### Ostéonécrose du maxillairepar lephosphore
L’ostéonécrose de la mâchoire, plus précisément la nécrose phosphorée de la mâchoire est un risque mortel pour les professionnels qui travaillent au contact du phosphore blanc dans un environnement non sécurisé. Cette maladie était couramment observée chez les travailleurs de l’industrie des allumettes au XIXe et au début du XXe siècle. Les pratiques modernes d'hygiène industrielle ont permis d'éliminer les conditions de travail qui conduisaient à cette calamité.
L'exposition chronique aux vapeurs de phosphore blanc, la substance active de la plupart des allumettes de 1840 à 1910, provoquait le dépôt de phosphore dans les os de la mâchoire. Elle était également responsable de graves lésions du cerveau. Les travailleurs atteints présentaient d’abord d’atroces maux de dents et de gonflement des gencives. Au fil du temps, un abcès se formait dans l'os de la mâchoire, c’était un processus qui était extrêmement douloureux et qui aboutissait à défigurer le patient, et répugnant pour l’entourage, car le drainage du tissu osseux nécrosé provoque un écoulement purulent extrêmement nauséabond. Les os de la mâchoire pourrissent progressivement et émettent dans l’obscurité une lueur de couleur blanc-verdâtre. L’exérèse  chirurgicale de la mâchoire ou le curage de l’os nécrosé pouvait sauver la vie des personnes atteintes. En l’absence de ce traitement radical et mutilant, la mort survenait immanquablement.
La réprobation publique a finalement conduit à des changements dans la fabrication des allumettes qui ont éliminé la maladie. Dans certains pays, des mesures législatives ont  été nécessaires pour imposer ces changements à des industriels réticents.
Cette affection est toujours inscrite sur la liste des maladies professionnelles. Voir Phosphore, Tableau no 5 des maladies professionnelles
Une autre circonstance de survenue de l’ostéonécrose de la mâchoire, a été décrite comme effet secondaire de l’utilisation des bisphosphonates, une classe de médicaments à base de phosphore qui inhibent la résorption osseuse, et sont largement utilisés pour le traitement de l’ostéoporose, et des maladies osseuses dans le cancer et certaines autres situations.

### Ostéonécrose du maxillaire des ouvrières du radium
La saga des Radium Girls tient une place importante dans l'histoire, à la fois dans le domaine de la santé et dans celui du mouvement pour les droits des salariés. La Compagnie Américaine du Radium, avait embauché quelque 70 femmes pour accomplir différentes tâches, y compris la manipulation du radium, tandis que les propriétaires et techniciens qui travaillaient pour eux — connaissant les effets nocifs du radium — avaient soigneusement évité de s’exposer eux-mêmes au danger; les chimistes de l'usine utilisaient des écrans de plomb, des masques et des pinces. On estime que 4 000 travailleurs ont été embauchés par la société aux États-Unis et au Canada pour peindre au radium le cadran des montres.
Pour le « fun », les Radium Girls peignaient leurs ongles, leurs dents et leur visage avec la peinture mortelle fabriquée à l'usine, parfois pour faire une surprise leur petit ami quand les lumières s'éteignaient. Elles mélangeaient de la colle, de l'eau et du radium en poudre, et ensuite elles se servaient de pinceaux en poils de chameau pour appliquer la peinture incandescente sur les numéros des cadrans. La rémunération alors en vigueur, pour peindre 250 cadrans par jour, était d'environ un cent et demi par cadran. Les pinceaux s’abîmaient au bout de quelques coups, aussi les contremaîtres de l’US Radium encourageaient les ouvrières à épointer les pinceaux avec leurs lèvres, ou à se servir de leur langue pour les effiler.
Beaucoup de femmes ont commencé bientôt à souffrir d’anémie de fractures osseuses, et de nécrose de la mâchoire plus tard apparurent des tumeurs cancéreuses des os (ostéosarcomes). Les appareils de radiographie, assez primitifs à l’époque, pourraient avoir contribué à aggraver l’état des travailleurs en mauvaise santé en les soumettant à des doses de radiations supplémentaires au cours des soins médicaux qu’ils ont dû suivre. Il s'est avéré qu’au moins l'un au moins des cas allégués était mensonger, monté de toutes pièces par un avocat de l’entreprise qui a lancé une véritable campagne de désinformation. L’US radium et d'autres sociétés fabriquant des cadrans de montre rejetaient les plaintes des travailleurs atteints, selon lesquelles leurs souffrances étaient consécutives à l'exposition au radium. Pendant un certain temps, les médecins, les dentistes et les chercheurs firent l’objet de pressions de la part des entreprises pour ne pas divulguer leurs données. À la demande pressante des employeurs, les décès des travailleurs étaient attribués par les professionnels de santé à d'autres causes. La syphilis a souvent été citée dans de nombreuses tentatives de dénigrement pour ruiner la réputation de ces femmes.

## Tumeurs des fosses nasales

### Poussières de bois
L’incidence du cancer des cancers des fosses nasales et des sinus de la face est de 1/100 000 habitants par an en France. Ils représentent moins de 1 % de l’ensemble des cancers. La localisation ethmoïdale représente 10 à 20 % des cas,.
Les adénocarcinomes représentent 22 % des cancers du massif facial supérieur et 80 à 85 % des cancers de l’ethmoïde.
L’âge moyen de survenue se situe entre 40 et 70 ans avec un pic à 60 ans.
Une très nette prédominance masculine est observée dans toutes les séries : de 85 à
100 %. Celle-ci a été reliée à l’influence des facteurs toxiques provenant du bois dont le travail est l'apanage du sexe masculin.
Dès 1923, Portmann et al envisagent le rôle carcinogène du bois chez les ébénistes, publication qui semble être restée inaperçue pendant des décennies.

 De premières études épidémiologiques apparaissent ensuite en Angleterre sur la base de données extraites des registres de cancer dans des régions où il existait une importante industrie de transformation du bois entre 1965 et 1967, avec Mac Beth et al et Acheson et al.. 

Une étude française de 1989 réalisée dans la région Nord Pas-de-Calais, retrouve une proportion de cancers naso-sinusiens de 2,5 % avec un sex-ratio homme/femme de 2,4 et un âge moyen de 60 ans. Wax et al retrouvent un âge moyen de 50 ans avec des extrêmes de 26 à 73 ans et un sexe ratio de 1/1. Myers et al retrouvent un âge moyen de 60 ans.
- Les substances en cause sont[13] : alcaloïdes, saponines, stilbènes, aldéhydes, composés phénolés (quinones, flavones), résines et huiles. Les tanins appartenant aux composés phénolés représentent le groupe chimique le plus susceptible de participer à la genèse de l’adénocarcinome de l’ethmoïde[14],[15], qui en France est inscrit au tableau no 47 des maladies professionnelles depuis 1981  [16]. Les tanins (ou tannins) sont carcinogènes démontrés chez le rat ; ils sont présents à la fois dans le cuir et le bois. Tous les bois exotiques et européens (sauf résineux) contiennent des tanins ; les bois durs comme le chêne, le hêtre, le châtaignier en contiennent plus.
- Les professions à risque sont[13] les ébénistes, les menuisiers, les ouvriers de l’industrie du cuir, de la chaussure, du textile, du nickel, du chrome, des peintures, laques et colles.

Toutes les formes de travail du bois seraient exposées, en particulier le fraisage, le sciage le ponçage qui produisent davantage de poussières. Le rôle des machines modernes qui tournent à grande vitesse et produisent des poussières plus fines est souligné comme le défaut d’aspiration des ateliers. D’autres co-carcinogènes contenus dans le contreplaqué comme les colles, les résines, les solvants ou le formaldéhyde pourraient également jouer un rôle.
La poussière de bois a une action chimique (par les tannins et d'autres co-carcinogènes) et physique (par l’action mécanique irritative des poussières de bois, en particulier pour les diamètres inférieurs à 10 microns).
Le « temps d’exposition » est aussi à prendre en compte. Les auteurs évoquent plutôt des temps long (35 à 45 ans), mais des temps courts (moins de cinq ans) ont aussi été rapportés.

### Nickel et composés
Les études épidémiologiques sur les effets cancérogènes du nickel ont mis en évidence un excès de cancer du poumon et des fosses nasales. Elles sont basées sur des études de cohorte de travailleurs de raffineries.
- La cohorte de West Virginia comprend 1855 travailleurs employés avant 1948 par la compagnie internationale du nickel (INCO) depuis au moins un an et qui ont été suivis jusqu’à la fin de 1977 (Enterline et Marsh, 1982[18]). Dans un sous-groupe de 266 hommes travaillant à l’affinage du nickel, 113 décès ont été observés dont 8 par cancer du poumon. Un ratio standardisé de mortalité (SMR) de 1,12 a été calculé.
- La cohorte de l’Ontario comprend des travailleurs de la raffinerie de Copper Hill (Chovil et al. 1981[19] ; Roberts et al.[20], 1983 ; Muir et al. 1984[21]) qui ont été suivis de 1965 à 1978. Dans une sous cohorte de 495 travailleurs soumis à un haut niveau d’exposition au nickel particulièrement élevé, 85 décès ont été observés dont 37 par cancer du poumon. Le SMR pour le cancer du poumon a été calculé à 8,71.

Le suivi ultérieur de cette cohorte jusqu’en 1984 par le Comité international de la cancérogénèse du nickel chez l’homme (Doll et al., 1990) a répertorié au total 63 décès par cancer du poumon et 6 par cancer des fosses nasales.
- La cohorte de Clydach au pays de Galles comprend 967 travailleurs suivis jusqu’en 1971 (Doll et al., 1977[23]) parmi lesquels on a répertorié 689 décès dont 145 par cancer du poumon avec un SMR de 5,28.

Peto et al. (1984) ont classé les travailleurs en fonction de leur niveau d’exposition et du temps passé dans les zones à risques. Le SMR pour le cancer du poumon allait de  3,7 pour une faible exposition à 14,0 pour une forte exposition. Le suivi de cette cohorte par Doll et al. (1990) jusqu’en 1984 a identifié 172 décès par cancer du poumon et 74 par cancer des fosses nasales.
- Une cohorte norvégienne comprenant 2 247 travailleurs employés depuis au moins trois ans dans la raffinerie de nickel de Falconbridge à Kristiansand (Pedersen et al., 1973[25]; Magnus et al., 1982[26]). Le suivi de la cohorte pendant au moins dix ans jusqu’en 1979 a identifié  82 décès par cancer du poumon, avec un SMR de 3,73.

Le suivi de cette cohorte par Doll et al. (1990) jusqu’en 1984 a identifié trois décès par cancer nasal (contre 0,66 attendu).
L’analyse des études épidémiologiques par Doll et al. (1990) a montré que les cancers du poumon et des fosses nasales sont liés surtout à une exposition à des composés peu solubles du nickel pour des concentrations supérieures à 10 mg de nickel/m3, ceux qui sont exposés uniquement à des composés peu solubles ont un taux d’incidence de tumeurs moins élevé. 
Le nickel ou le cuir jouent un rôle démontré dans la survenue de cancer de l’ethmoïde, mais les poussières de bois restent l’étiologie largement prédominante (plus de 90 % des patients atteints d’adénocarcinomes de l’ethmoïde y ont été exposés et des cas d’adénocarcinomes chez des patients exposés de façon non professionnelle au bois sont aussi rapportés

### Formaldéhyde
Les populations étudiées sont les professionnels utilisant le formaldéhyde pour la préservation des tissus biologiques (embaumeurs, anatomopathologistes) et les travailleurs de l’industrie intervenant dans la production ou l’utilisation du formol (industrie chimique, fabrication de fibres textiles synthétiques, industrie des résines et du bois, notamment fabrication de panneaux de particules).
Plus de 20 études de cohorte ont concerné des travailleurs exposés au formaldéhyde, avec principalement : 
- La cohorte du National Cancer Institute des USA (NCI) qui concerne les travailleurs de 10 usines produisant ou utilisant du formaldéhyde.
- La cohorte du National Institute for Occupational Safety and Health (NIOSH) des USA, qui porte sur des travailleurs du textile exposés au formaldéhyde.
- La cohorte des travailleurs britanniques de l’industrie chimique.

Ces trois cohortes ont fait l’objet d’analyses successives, et seuls les résultats des publications les plus récentes sont pris en compte.
Une étude américaine (mortalité proportionnelle) a porté sur plus de 4 000 décès survenus chez des embaumeurs ou entrepreneurs de pompes funèbres.
Plusieurs études cas-témoins ont également étudié la relation entre formaldéhyde et
différents sites de cancer, en particulier les cancers du nasopharynx et des cavités nasosinusiennes. Pour ces cancers rares, les études cas-témoins ont l’avantage d’avoir une
puissance statistique supérieure à celle des études de cohorte, dans lesquelles le nombre de
cas observés et attendus est souvent trop faible pour aboutir à une conclusion ferme.
- Cancers du nasopharynx

Deux méta-analyses de Blair et al., (1990) et Partanen (1993)) qui reprennent  les données de plusieurs études épidémiologiques antérieures (études cas-témoins), concluent que à un rôle causal hautement probable du formaldéhyde pour le cancer du nasopharynx, et moindrement pour celui des cavités nasales, en raison d’une relation dose-effet et en raison d’une action locale directe du formaldéhyde sur les voies aériennes supérieures.
Collins et al. (1997), ont mis en cause cette conclusion, indiquant que seule une minorité des études mentionnait l’apparition de cancer du nasopharynx.
L’observation d’un excès de décès et d’une relation exposition effet dans l’étude de la cohorte la plus importante, celle du NCI est un argument très fort en faveur de l’effet cancérogène du formaldéhyde, d’autant que ces résultats sont confirmés par plusieurs études cas-témoins. L'ensemble des résultats épidémiologiques permet donc de conclure à l’existence d’une association causale entre exposition au formaldéhyde et cancer du nasopharynx.
- Cancers naso-sinusiens

12 études cas-témoins sur ces cancers, faites dans 7 pays (Pays-Bas, France, Suède, Italie, Allemagne, États-Unis, Chine) ont servi à une analyse combinée sur les expositions professionnelles ; L'analyse porte sur 930 cas (dont 432 carcinomes épidermoïdes et 195 adénocarcinomes) et 3 136 témoins. Les expositions professionnelles ont été évaluées via une matrice emplois-expositions intégrant des substances pouvant être en cause : formaldéhyde, poussières de bois, amiante. Après ajustement sur l'exposition aux poussières de bois, des risques significativement élevés d'adénocarcinome sont observés chez les salariés exposés au formaldéhyde, mais pour les carcinomes épidermoïdes la relation statistique est moins nette.
En revanche, aucun excès de cancer naso-sinusien n’est observé dans les trois principales cohortes de travailleurs de l’industrie (5 cas observés au total contre 5 attendus) ni dans les cohortes d’embaumeurs ou d’anatomopathologistes qui rapportent des résultats sur cette localisation de cancer (aucun cas observé contre 3,5 cas attendus).
L’ensemble des études cas-témoins suggèrent donc l’existence d’une association entre formaldéhyde et cancer naso-sinusien, alors que les études de cohorte montrent des résultats globalement négatifs. Les études de cohorte manquent néanmoins de puissance par rapport aux enquêtes cas-témoins pour mettre en évidence un excès de tumeurs pour un cancer aussi rare. Cependant presque tous les cas ont été également exposés au bois et l'exposition aux poussières de bois est associée à une très forte augmentation du risque d'adénocarcinome, et il est difficile d'évaluer un effet propre du formaldéhyde sur ce type de cancer, un effet de confusion résiduel dû aux poussières de bois ne pouvant être totalement exclu.
Les études de cohorte et de cas-témoins étant à ce jour discordante, il est impossibilité d’exclure l’existence d’un biais de confusion lié à l’exposition aux poussières de bois, et donc impossible de conclure à une association causale entre exposition au formaldéhyde et cancer naso-sinusien.